# Saint-Jean-de-la-Rivière
Saint-Jean-de-la-Rivière és un municipi francès situat al departament de la Manche i a la regió de Normandia. L'any 2007 tenia 354 habitants.

## Demografia

### Població
El 2007 la població de fet de Saint-Jean-de-la-Rivière era de 354 persones. Hi havia 149 famílies de les quals 37 eren unipersonals (12 homes vivint sols i 25 dones vivint soles), 58 parelles sense fills, 37 parelles amb fills i 17 famílies monoparentals amb fills.
La població ha evolucionat segons el següent gràfic:
Habitants censats

### Habitatges
El 2007 hi havia 885 habitatges, 153 eren l'habitatge principal de la família, 722 eren segones residències i 10 estaven desocupats. 310 eren cases i 23 eren apartaments. Dels 153 habitatges principals, 120 estaven ocupats pels seus propietaris, 28 estaven llogats i ocupats pels llogaters i 5 estaven cedits a títol gratuït; 5 tenien dues cambres, 45 en tenien tres, 37 en tenien quatre i 66 en tenien cinc o més. 138 habitatges disposaven pel capbaix d'una plaça de pàrquing. A 69 habitatges hi havia un automòbil i a 72 n'hi havia dos o més.

### Piràmide de població
La piràmide de població per edats i sexe el 2009 era:
| Homes | Edats   | Dones |
| ----- | ------- | ----- |
| 0     | 95 o +  | 0     |
| 0     | 90 a 94 | 0     |
| 0     | 85 a 89 | 0     |
| 8     | 80 a 84 | 0     |
| 4     | 75 a 79 | 12    |
| 20    | 70 a 74 | 8     |
| 12    | 65 a 69 | 8     |
| 0     | 60 a 64 | 12    |
| 12    | 55 a 59 | 0     |
| 12    | 50 a 54 | 12    |
| 0     | 45 a 49 | 16    |
| 20    | 40 a 44 | 4     |
| 20    | 35 a 39 | 8     |
| 8     | 30 a 34 | 12    |
| 0     | 25 a 29 | 8     |
| 16    | 20 a 24 | 8     |
| 8     | 15 a 19 | 16    |
| 12    | 10 a 14 | 8     |
| 8     | 5 a 9   | 8     |
| 0     | 0 a 4   | 4     |

## Economia
El 2007 la població en edat de treballar era de 211 persones, 144 eren actives i 67 eren inactives. De les 144 persones actives 130 estaven ocupades (75 homes i 55 dones) i 13 estaven aturades (2 homes i 11 dones). De les 67 persones inactives 27 estaven jubilades, 16 estaven estudiant i 24 estaven classificades com a «altres inactius».

### Ingressos
El 2009 a Saint-Jean-de-la-Rivière hi havia 156 unitats fiscals que integraven 340 persones, la mediana anual d'ingressos fiscals per persona era de 18.056,5 €.

### Activitats econòmiques
Dels 17 establiments que hi havia el 2007, 2 eren d'empreses de fabricació d'altres productes industrials, 1 d'una empresa de construcció, 3 d'empreses de comerç i reparació d'automòbils, 1 d'una empresa de transport, 6 d'empreses d'hostatgeria i restauració, 2 d'empreses immobiliàries i 2 d'empreses de serveis.
Dels 3 establiments de servei als particulars que hi havia el 2009, 1 era una fusteria, 1 perruqueria i 1 restaurant.
L'any 2000 a Saint-Jean-de-la-Rivière hi havia 10 explotacions agrícoles.

## Poblacions més properes
El següent diagrama mostra les poblacions més properes.